# Leptaulaca schoutedeni
Leptaulaca schoutedeni es una especie de insecto coleóptero de la familia Chrysomelidae.
Fue descrita científicamente en 1921 por Laboissiere.